# Luis Medina Castro
Luis Medina Castro (n. 12 aprilie 1928, Buenos Aires, Argentina – d. 22 mai 1995, Buenos Aires, Argentina) a fost un actor argentinian de origine capverdiană.

## Biografie
A apărut în peste patruzeci de filme cinematografice sau de televiziune. A debutat la 19 ani în teatre independente. În 1951 și-a făcut debutul cinematografic în Pasó en mi barrio, regizat de Mario Soffici, iar în curând a fost considerat o revelație masculină de către Asociația Cronicarilor Argentieni⁠(d).

## Filmografie
- El cóndor de oro (1995)
- El caso María Soledad (1993)
- La virgen gaucha (1987)
- Mingo y Aníbal en la mansión embrujada (1986)
- Las barras bravas (1985)
- El caso Matías (1985)
- Buenos Aires, la tercera fundación (1980)
- Castelao (Biografía de un ilustre gallego) (1980)
- El Fausto criollo (1979)
- Patolandia nuclear (1978)
- Furia en la isla (1976)
- Difunta Correa (1975)
- Quebracho (1974)
- Ésta es mi Argentina (1974)
- Si se calla el cantor (1973)
- La pandilla inolvidable (1972)
- Mi hijo Ceferino Namuncurá (1972)
- Nosotros los monos (1970)
- Amalio Reyes, un hombre (1970)
- Don Segundo Sombra (1969)
- Kuma Ching (1969)
- Maternidad sin hombres (1968)
- Soluna (1967)
- Nadie oyó gritar a Cecilio Fuentes (1965)
- Los guerrilleros (1965)
- Esquiú, una luz en el sendero (1965)
- Viaje de una noche de verano (1965)
- Gotán (corto - 1965)
- Una excursión a los indios ranqueles (1965)
- Los inconstantes (1963)
- Ne asumăm răspunderea (1962)
- Tres veces Ana (1961)
- 1961 Centrul înaintaș a murit în zori (El centroforward murió al amanecer), regia René Mugica
- Los de la mesa 10 (1960)
- La patota (1960)
- 1959 Zafra, regia Lucas Demare
- Bendita seas (1956)
- Guacho (1954)
- El grito sagrado (1954)
- Ellos nos hicieron así (1953)
- Pasó en mi barrio (1951)